# Salamansa
Salamansa est une localité du Cap-Vert, située au nord de l'île de São Vicente, dans la baie de Salamansa.
C'est un village de pêcheurs.
Plusieurs chansons de Cesária Évora, native de l'île, y font référence.